# Hyas
Hyas es un pueblo canadiense situado en la provincia de Saskatchewan.

## Superficie
Hyas tiene una superficie de 0,41 km².

## Demografía
En 2021, tenía 89 habitantes, una densidad poblacional de 215,5 hab./km², y 65 viviendas.